# 아스코
아스코(ASCORBIC ACID)는 《MBC 대학가요제》 출신의 혼성 그룹이다. 부산예술대학과 동의대학교의 연합 밴드로서 심규선(보컬), 정준교(기타), 김진영(키보드), 최경운(드럼), 유경훈(베이스)로 구성되어 있다. 2005년 제29회 MBC 대학가요제에서 〈Feel Love〉라는 곡으로 금상을 수상하였다.

## 멤버 구성
- 심규선(보컬), 정준교(기타), 김진영(키보드), 최경운(드럼), 유경훈(베이스)